# 宋令詢
宋令询（？—934年5月27日），五代十国后唐官员。
李从厚即位前，补任为客将。宋令询知书乐善，动辄由礼。长兴年间，李从厚出任藩镇，宋令询担任都押衙，参与辅佐庶政，甚有赞誉之声，李从厚非常信任他。李从厚嗣位为唐闵帝，朱弘昭、冯赟用事，不想让闵帝的旧臣在皇帝左右，让他出任为磁州刺史。应顺元年（934年）李从珂起兵，唐闵帝跑到卫州，宋令询每天让人问询。唐闵帝遇害，四月十二辛巳，宋令询悲恸半日，自经而死。